# أم قمص
قرية أم قمص هي إحدى القرى التابعة لمركز ملوى بمحافظة المنيا في جمهورية مصر العربية. حسب إحصاءات سنة 2006م، بلغ إجمالي السكان في أم قمص 13684 نسمة، منهم 6970 رجلا و6714 امرأة.